# Trịnh Chi Long
Trịnh Chi Long (tiếng Trung: 鄭芝龍; bính âm: Zhèng Zhīlóng; Wade–Giles: Cheng Chih-lung; 16 tháng 4 năm 1604 – 24 tháng 11 năm 1661), hiệu Phi Hồng, Phi Hoàng, tiểu danh Iquan, tên Kitô giáo là Nicholas hoặc Nicholas Iquan Gaspard, người làng Thạch Tĩnh, Nam An, phủ Tuyền Châu, Phúc Kiến, Trung Quốc, ông là thương nhân, thủ lĩnh quân sự, quan lại triều đình kiêm cướp biển hoạt động mạnh ở vùng bờ biển Hoa Nam, Đài Loan và Nhật Bản vào cuối đời Nhà Minh. Ông chính là cha của Trịnh Thành Công, khởi nghiệp ở Hirado, Nhật Bản lúc ban đầu, sau tự tay tạo dựng nên tập đoàn thương nhân kiêm cướp biển vũ trang ngày càng lớn mạnh, tạo nền tảng vững chắc cho chính quyền Minh Trịnh sau này, trong các sách vở tại châu Âu, ông thường được biết đến với các tên gọi như sau: Iquan, Quon, Iquon, Iquam, Equan.
Chi Long đẹp trai tráng kiện, là người không câu nệ tiểu tiết, lúc nhỏ: tính tình hào phóng, không thích đọc sách, có thể lực tốt, giỏi quyền bổng, nổi tiếng là người dũng lực trong làng, ông từng rửa tội theo Công giáo La Mã, đồng thời tín ngưỡng thần biển Mã Tổ và Bồ Tát Ma Lợi Chi Thiên của đạo Phật, tại Nhật Bản, ông rất tôn sùng Bát Phiên thần của Thần Đạo. Chi Long đa tài đa nghệ, thông thạo khá nhiều ngôn ngữ như tiếng Hán Nam Kinh, tiếng Nhật, tiếng Hà Lan, tiếng Tây Ban Nha và tiếng Bồ Đào Nha, còn nhiệt tâm ngày đêm ráng sức học tập kiếm thuật, ngoài ra ông còn có khả năng tấu diễn thứ nhạc khí của người Tây Ban Nha là Guitar. 
Cha ông là Trịnh Thiệu Tổ (có thuyết nói là Trịnh Sĩ Biểu) là quan coi kho của tri phủ Tuyều Châu Sái Thiện Kế. Trịnh Chi Long có ba người em trai là: Trịnh Chi Hổ, Trịnh Chi Phụng (Trịnh Hồng Quỳ), Trịnh Chi Báo. Con là Trịnh Thành Công, được nhà Nam Minh phong làm Duyên Bình Quận Vương, lấy Kim Môn, Hạ Môn và Đài Loan làm căn cứ địa mưu phục hưng Nhà Minh, bắt đầu mở ra thời kỳ Minh Trịnh ở Đài Loan.

## Tiểu sử

### Thời niên thiếu
Trịnh Chi Long sinh ra tại tỉnh Phúc Kiến, là con trai của một viên quan tài chính cấp trung chuyên coi về việc giữ kho cho chính quyền địa phương tỉnh Tuyền Châu. Một lần, khi Trịnh còn nhỏ, ông rất muốn ăn quả nhãn, tìm ra được một cái cây có đầy nhãn, liền nhặt một hòn đá và ném mạnh với hy vọng sẽ rơi ra vài quả nhãn. Gặp lúc viên tri phủ Tuyền Châu họ Sái, vừa đi ngang qua bị hòn đá của Trịnh ném trúng làm rớt cái mũ xuống. Vì thấy Trịnh còn nhỏ tuổi nên viên tri phủ không nỡ bắt tội ông và thả ra ngay lập tức, nhưng cha của Trịnh không bao giờ tha thứ cho việc làm ô nhục gia tộc của con trai mình, nên đã đuổi ông ra khỏi nhà lúc ông vừa tròn 18 tuổi.

### Hoạt động hải tặc và thương nhân
Năm 1621 (năm Thiên Khải nguyên niên đời Minh Hy Tông), Trịnh Chi Long tròn 18 tuổi, cùng người em trai tới Áo Môn ở tại nhà bác mình là Hoàng Trình để học tập việc buôn bán, cũng tại nơi đây, ông đã tiếp nhận lễ rửa tội cải sang đạo Công giáo, được đặt tên thánh là Nicolas (Nicôla), vì thế mà người Tây Dương gọi ông là Nicolas Iquan. 
Trịnh Chi Long bắt đầu khởi hành đi khắp các nước ở vùng Đông Nam Á để xúc tiến viện buôn bán, trao đổi hàng hóa với người bản địa, về sau ông tới đảo Kyushu (Cửu Châu) của Nhật Bản, dừng chân tại đây kết hôn với Tagawa Matsu, con của người thợ rèn Hoa kiều di cư từ Tuyền Châu, Phúc Kiến Trung Quốc tới Hirado là Ông Dực Hoàng .
Ở Nagasaki (Nhật Bản), ông nhận làm thuộc hạ cho một thương gia kiêm hải tặc lớn người Hoa là Lý Đán, bắt đầu đảm nhiệm công việc phiên dịch với người Hà Lan sau khi lực lượng quân sự của Công ty Đông Ấn Hà Lan xâm chiếm quần đảo Bành Hồ tại eo biển Đài Loan vào năm 1622. Kể từ đấy, ông trở thành trợ thủ đắc lực nhất của Lý Đán, mối quan hệ thân mật của họ phát triển thành đồng tính luyến ái, năm 1623, Lý Đán mất vì bạo bệnh, Trịnh Chi Long chính thức tiếp quản hạm đội tàu thuyền của Lý Đán, tiến hành và phát triển việc buôn lậu, vào thời gian này, vợ ông hạ sinh đứa con trai đầu lòng tại Hirado, Nagasaki, đặt tên là Trịnh Thành Công.
Năm 1624, sau Trung Thu, Trịnh Chi Long khởi hành từ đảo Kyushu, Nhật Bản đến Đài Loan, nương tựa vào thủ lĩnh Oa Khấu (cướp biển Nhật Bản, hoành hành và cướp bóc các vùng ven biển Trung Quốc vào thế kỷ XVI, XVII) là Nhan Tư Tề, nhằm dự định phát triển sự nghiệp tại hòn đảo này, ông đã cho tiến hành xây dựng mười tiền đồn ở vùng ven biển tây nam Đài Loan, vị trí nằm giữa Đài Nam và Gia Nghĩa, tuy nhiên sau khi Công ty Đông Ấn Hà Lan đổ bộ lên hòn đảo này, đã ra lệnh trục xuất và dẹp tan các thế lực cát cứ tại đây, Trinh Chi Long bèn cùng vợ con vượt biển sang định cư ở đại lục Trung Quốc.
Năm 1625, thủ lĩnh Nhan Tư Tề chết, Chi Long cho tập hợp các thủ lĩnh hải tặc lại, thành lập tổ chức cướp biển vũ trang mang tên Thập Bát Chi (lực lượng bao gồm quân của 18 tên cướp biển khét tiếng người Hoa), phát triển trở thành một tập đoàn cướp biển hung bạo và lớn mạnh nhất ở tỉnh Phúc Kiến, chuyên buôn lậu và cướp phá, hoành hành dọc ven biển miền nam Trung Quốc và eo biển Đài Loan lúc bấy giờ. Một thành viên trong đó là Thi Đại Tuyên, cha của danh tướng Thi Lang sau này, tri huyện Đồng An phủ Tuyền Châu đương thời đã viết một bức thư cho tuần phủ Phúc Kiến trong đó kể lại Trịnh Chi Long tuy chuyên việc cướp phá các nơi, nhưng đối với trăm họ ở Tuyền Châu thì ông không những không giết người, cướp bóc mà trái lại thường xuyên cứu giúp người nghèo khổ, bệnh tật ở đây, tặng gạo, tiền cho họ khiến cho danh tiếng của ông vang xa khắp nơi.

### Quy thuận Nhà Minh
Năm 1628 (năm Sùng Trinh nguyên niên đời Minh Tư Tông), Trịnh Chi Long mang quân cướp bóc vùng Mân Quảng, tập kích trấn Chương Phố cũ, đóng quân ở Kim Môn và Hạ Môn, dựng cờ mộ quân, người theo có tới vài ngàn, lại bắt các nhà giàu giúp lương, gọi là Báo đáp trà nước (Báo Thủy).
Năm 1629, Trịnh Chi Long lại đem quân tấn công các nơi Mân Sơn, Đồng Sơn, Trung Tá, đánh tan quan quân triều đình ở Tống Thành. Cùng năm, đích thân ông chỉ huy quân Thập Bát Chi tiến công Tuyền Châu, đánh bại hạm đội Phúc Kiến Nhà Minh, làm chấn động kinh sư, triều đình hoảng hốt ra chỉ dụ chiêu an. Trịnh Chi Long trong lòng đã muốn đầu hàng Nhà Minh, nhân cơ hội này, Sái Thiện Kế tới khuyên bảo ông quy thuận triều đình, giao cho tuần phủ Phúc Kiến Hùng Văn Xán chiêu an, phong ông làm tướng quân du kích trấn giữ bờ biển nhằm ngăn ngừa các cuộc tấn công của quân Oa Khấu và người Hà Lan. Tuy đã trở thành quan viên của triều đình Nhà Minh nhưng ông vẫn giữ nguyên lực lượng vũ trang ấy, lại lấy đó để bảo vệ những lợi ích kinh tế đã có mà tiếp tục gia tăng, củng cố thêm nữa.
Cấp sự trung Nhan Kế Tổ dâng tấu triệp viết rằng: "tên cướp biển Trịnh Chi Long, sinh trưởng tại Tuyền Châu, tụ tập bọn vong mạng có hàng vạn, cướp của nhà giàu chia cho nhà nghèo, dân không sợ quan mà sợ cướp biển". Sau đó ông dẫn quân thảo phạt những lực lượng từng là anh em kết nghĩa xưa kia, bao gồm Lý Khôi Kỳ, Chung Bân, nhờ lập công lớn nên Trịnh Chi Long được triều đình thăng cấp lên chức quan quan tổng binh. Nhân tiện đó ông trở về thăm lại quê nhà ở Nam An, Tuyền Châu, xuất tiền bạc ra giúp tu sửa nhà cửa, đền miếu của gia tộc, lại còn thu nhận con em trong gia tộc vào lực lượng quân đội của mình, khiến cho Trịnh Chi Long nổi tiếng là người giàu có nhất nhì ở Phúc Kiến đương thời.
Ngày 22 tháng 10 năm 1633, Trịnh Chi Long xuất quân đánh bại hạm đội tàu chiến của Công ty Đông Ấn Hà Lan tại trận hải chiến Kim Môn, từ đó mà khống chế đường biển, tiến hành thu nạp lộ phí các thương thuyền của các nước qua lại buôn bán. Cũng vì thế mà Trịnh Chi Long ngày càng giàu có gấp bội, nghiễm nhiên tự xưng là lãnh chúa Mân Nam và bá chủ trên biển, trước đây, mỗi khi một đoàn thương thuyền nào đi ngang qua lãnh hải của Trịnh Chi Long đều phải nộp phí bảo vệ rất tốn kém (một con tàu lớn phải nộp số tiền là ba ngàn hai trăm lượng bạc, tàu nhỏ thì tùy từng nơi sẽ có cách thu phí khác nhau), dẫn đến việc thương mại trên biển giảm sút, nhằm thay đổi tình hình ảm đạm đó, họ Trịnh cấp cho những tàu buôn này một lá cờ lệnh, khi đi qua vùng biển thuộc sự kiểm soát của họ Trịnh thì không cần phải nộp phí, đảm bảo cho họ không bị cướp bóc và cống nạp phiền phức, còn các tàu thuyền khác không có cờ lệnh thì theo lệ hàng năm đều phải nộp một số tiền lớn để được thông quan buôn bán, tuy vấp phải sự cạnh tranh dữ dội từ phía Công ty Đông Ấn Hà Lan, nhưng Trịnh Chi Long đã sớm bành trướng, phát triển thế lực của mình ngày một lớn mạnh, liên tiếp đánh bại nhiều đợt tấn công của người Hà Lan, khiến họ phải chấp nhận uy quyền và khu vực thống trị của ông.
Phạm vi thương mại của Trịnh Chi Long rất lớn bao gồm các khu vực ở vùng Biển Đông và Đông Nam Á, Nam Á như: Ấn Độ, Nepal, Champa, Luzon, Hong Kong, Pak Kong, Đài Loan, Hirado, Nagasaki, Bombay, Banten, Old Port, Badaweiya, Ma Rokko, Campuchia, Xiêm La, người ta ước tính rằng quân đội của họ Trịnh có rất nhiều sắc dân khác như người Hán, người Nhật Bản, người Triều Tiên, người da đen châu Phi và người vùng Nam Đảo tổng cộng có đến hai mươi triệu người trong quân đội, với hơn ba nghìn tàu thuyền lớn, được coi là thế lực mạnh nhất trong khu vực Biển Đông và Nam Trung Hoa đương thời.
Trong nhiên hiệu Thiên Khải, Sùng Trinh, tập đoàn Lưu Hương (là thủ lĩnh chỉ huy tập đoàn hải tặc vũ trang từng là anh em kết nghĩa khác của Trịnh Chi Long trước khi ông tuyên thệ nhậm chức) ở Hải Trừng cướp bóc thương thuyền, ngày càng rông càn, họp bọn vài ngàn người, thuyền bè lớn nhỏ có hơn trăm chiếc, giết hại quan quân, hoành hành ở một dải Việt Đông, Kiệt Thạch, Nam Úc, về sau họp bọn cả vạn người, dẫn hơn trăm chiến thuyền hoành hành trên biển.
Ngay sau đó, Trịnh Chi Long thỉnh cầu triều đình Nhà Minh cho mình xuất binh thảo phạt Lưu Hương, trải qua vài trận đánh dữ dội, cuối cùng ông cũng giành được toàn thắng tại Hổ Môn, danh tiếng vang chấn toàn Phúc Kiến, được triều đình thăng lên chức Tổng đốc, tuy nhiên ở tỉnh Phúc Kiến lại đột ngột phát sinh hạn hán gây ra nạn đói lớn trên toàn tỉnh, Trịnh Chi Long đề nghị thuyên chuyển nhiều dân đói và di dân qua Đài Loan để tránh bất ổn lâu dài, lại còn cung cấp kinh phí hỗ trợ và tạo mọi điều kiện thuận lợi cho người di cư sang lập nghiệp. Một số người cho rằng nó đã tạo ra một tiền lệ cho việc di dân với quy mô lớn sang Đài Loan, một số học giả thì tỏ ý nghi ngờ vì không có bằng chứng nào có sức thuyết phục cho thấy các đề xuất này được thực hiện.
Đài Loan có đất đai khá phì nhiêu cộng với tình hình chiến tranh, loạn lạc liên miên cuối thời Minh đã dẫn đến làn sóng di dân người Hán với số lượng lớn từ đại lục Trung Quốc vượt biển sang hòn đảo này, đây là lần đầu tiên trong lịch sử, người nhập cư được tổ chức với quy mô lớn di cư từ đại lục sang Đài Loan. Khi Công ty Đông Ấn Hà Lan cai trị ở miền nam Đài Loan, các quan chức cấp cao định cư ở vị trí nay là Đài Nam đã cho xây dựng hai thành trì khá kiên cố là Zeelandia và Provintia, chỉ có gần hai ngàn quân đồn trú, nhưng đã có đến hàng chục ngàn người Hoa nhập cư từ đại lục sang. Thêm vào đó công việc thương mại ở Nhật Bản bị hạn chế do chính sách bế quan tỏa cảng do chính quyền Mạc Phủ ban hành, chỉ cho phép buôn bán với thương thuyền của Trung Quốc và Hà Lan, Trịnh Chi Long nhờ được quyền buôn bán với Nhật Bản, mà giàu lại càng giàu hơn nữa, gây dựng được cơ nghiệp lớn.
Năm 1644 (năm Sùng Trinh thứ 17, Thanh Thế Tổ Thuận Trị nguyên niên), vua Hoằng Quang nhà Nam Minh sách phong Trịnh Chi Long là Nam An Bá, tổng trấn Phúc Kiến, phụ trách công việc quân sự chống quân Thanh ở toàn tỉnh Phúc Kiến.
Năm 1645, em trai Trịnh Chi Long là Trịnh Hồng Quỳ ủng hộ lập Đường vương Chu Duật Kiện làm vua, đặt niên hiệu là Long Vũ, Trịnh Chi Long được sách phong là Nam An Hầu, phụ trách công việc quân sự của nhà Nam Minh, tuy chỉ cầm quyền trong một thời gian ngắn, nhưng trong thời điểm đó mới chính là đỉnh cao sự nghiệp chính trị của ông.

### Đầu hàng Nhà Thanh
Năm 1646 (Thuận Trị thứ 3), Trịnh Chi Long cảm thấy tình hình bất lợi, quyết định không tiếp tục hỗ trợ cho chính quyền vua Long Vũ nhà Nam Minh, phái người sang đàm phán với Nhà Thanh về việc đầu hàng, sau đó cùng bọn thuộc hạ tâm phúc ở phía bắc sang đầu hàng Nhà Thanh, vợ và con trai Trịnh Chi Long là Trịnh Thành Công đã cố găng ngăn cản việc đầu hàng của cha nhưng không thành công, bèn tới miếu Khổng Tử khóc lớn, rồi cho đốt áo nhà nho, dẫn toàn bộ gia tướng và binh lính vượt biển, tiếp tục công cuộc chống Thanh. Cùng năm, quân Thanh chiếm được Phúc Kiến, bắt sống vua Long Vũ Chu Duật Kiện, Long Vũ quyết không chịu nhục bèn tuẫn quốc, chính quyền Long Vũ diệt vong. Dương Phụng Bao nói "Phúc Kinh thất thủ, lỗi đều do Trịnh Chi Long mà ra".
Tuy Trịnh Chi Long đã đầu hàng Nhà Thanh, nhưng lại từ chối cùng Bối Lặc Bác Lạc nam chinh theo như thỏa thuận, nên bị chuyển đến kinh sư và nhập vào biên chế Hán quân chính hồng kỳ, tháng 8 năm 1648 (năm Thuận Trị thứ 5), vì có công quy thuận nên được phong tước Jinkini hafan (Hán Việt: Tinh kỳ ni cáp phiên, tương đương Tử tước).
Tháng 5 năm 1653 (năm Thuận Trị thứ 10), ông được tấn phong Đồng An Hầu, ra sức phủ dụ lực lượng của Trịnh Thành Công. Nhà Thanh đối với việc đầu hàng của Trịnh Chi Long có phần ưu đãi. Trịnh Chi Long phụng lệnh triều đình khuyên bảo Trịnh Thành Công quy thuận theo mình, nhưng Trịnh Thành Công nhất quyết từ chối.
Năm 1655 (năm Thuận Trị thứ 12) Trịnh Chi Long bị triều đình hạch tội vì không chiêu dụ được Trịnh Thành Công, bèn tước chức quan, tống vào nhà ngục, năm 1657 (năm Thuận Trị thứ 14), Đề đốc Hoàng Ngô, nguyên là gia tướng của họ Trịnh dâng sớ khuyên triều đình nên trục xuất toàn gia tộc Trịnh Chi Long ra khỏi kinh sư, cho quản thúc ở Ninh Cổ Tháp, Thịnh Kinh, nhưng không được chấp nhận.
Năm 1660 (năm Thuận Trị thứ 17), Tuần phủ Phúc Kiến Đồng Quốc Khí tâu rằng Trịnh Chi Long cùng con là Trịnh Thành Công lén lút liên lạc cá nhân. Hội nghị Đại thần Nghị Chính vương quyết định nghị luận ghép ông tội danh tư thông bên ngoài (Thông Hải), sau đó đày cả nhà Chi Long đến Ninh Cổ Tháp chờ xử tử.
Tháng 10 năm 1661 (năm Thuận Trị thứ 18), vua Thuận Trị băng hà, Phụ chính Đại thần Tô Khắc Tát Cáp ra lệnh chém đầu Trịnh Chi Long cùng thân tộc tại Sài Thị ở kinh sư. Năm đó ông mới 58 tuổi.

## Trong văn học nghệ thuật
- Tiểu thuyết
  - Năm 1993 "Long Hổ Phong Vân" bộ 2 tập; Trần Thuấn Thần, Viễn Lưu Xuất Bản Xã.ISBN 9573220687, ISBN 9573220695
  - Năm 1998 "Trịnh Chi Long Đại Truyện"; Trần Văn Đức.ISBN 9573234823
  - Năm 2002 "Đài Loan Đệ Nhất Thế Gia Chi Nhất: Thuyền Vương Trịnh Chi Long"; Tần Tựu, Thực Học Xã.ISBN 9572072374
  - Năm 2004 "Khai Thác Đài Loan Đích Tiên Khu: Trịnh Chi Long Truyền Kỳ"; Hoa Văn Xuất Bản Xã.ISBN 7507515605
- Kịch "Nhất Quan Phong Ba" biên đạo: Khâu Khôn Lương.
  - Tháng 5 năm 2001 công diễn vào mùa hè tại khoa kịch nghệ thuộc Học viện Nghệ thuật Quốc gia ở Đài Bắc, Đài Loan.
  - Năm 2002 công diễn vào mùa thu tại khoa kịch nghệ thuộc Đại học Nghệ thuật Đài Bắc.